# Ann-Sophie Duyck
Ann-Sophie Duyck (Roeselare, 23 de julho de 1987) é uma ciclista profissional belga que estreiou como profissional em 2012 depois de destacar no calendário amador do seu país, ainda que em 2014 se teve que requalificar amador para entrar no profissionalismo desde 2015 como como amador ganhou o Campeonato da Bélgica Contrarrelógio.
Participou na Ciclismo nos Jogos Olímpicos de Verão de 2016 - Corrida em estrada feminina e prova contrarrelógio dos Ciclismo nos Jogos Olímpicos de Verão de 2016 onde finalizou abandonou a prova em estrada e foi 28.ª na contrarrelógio.
Principalmente tem destacado em etapas contrarrelógio, por exemplo tem sido top-10 em três anos consecutivos no Mundial Contrarrelógio (2014-2016). Aliás todas as suas vitórias as conseguiu nessa disciplina excepto na Ljubljana-Domzale-Ljubljana de 2016 e na segunda etapa da Setmana Ciclista Valenciana de 2017. Depois de ter corrido sempre em equipas do seu país -destacando, já que em 2016 foi a melhor do Topsport Vlaanderen no Ranking UCI- em 2017 deu o salto à equipa britânica da Drops.

## Palmarés
- 2012
  - 3.ª no Campeonato da Bélgica Contrarrelógio

- 2014
  - Campeonato da Bélgica Contrarrelógio
- Erondegemse Pijl

- 2015
  - 1 etapa da Auensteiner Radsporttage
  - 1 etapa do Trophée d'Or Féminin
  - Chrono Champenois-Trophée Européen

- 2016
  - 1 etapa da Gracia-Orlová
  - Ljubljana-Domžale-Ljubljana TT
  - Campeonato da Bélgica Contrarrelógio  
  - Chrono des Nations

- 2017
  - 1 etapa da Setmana Ciclista Valenciana
  - Ljubljana-Domžale-Ljubljana TT
  - Campeonato da Bélgica Contrarrelógio  
  - 1 etapa do Tour de Feminin-O cenu Českého Švýcarska
  - 2.ª no Campeonato Europeu Contrarrelógio

- 2018
  - Campeonato da Bélgica Contrarrelógio

- 2019
  - 2.ª no Campeonato da Bélgica em Estrada

## Resultados em Grandes Voltas e Campeonatos do Mundo
Durante a sua carreira desportiva tem conseguido os seguintes postos nas Grandes Voltas femininas e nos Campeonatos do Mundo em estrada:
| Carreira               | 2012 | 2013 | 2014 | 2015 | 2016 | 2017 | 2018 | 2019 |
| ---------------------- | ---- | ---- | ---- | ---- | ---- | ---- | ---- | ---- |
| Giro d'Italia          | 66.ª | -    | -    | -    | -    | -    | 93.ª | -    |
| Tour de l'Aude         | X    | X    | X    | X    | X    | X    | X    | X    |
| Grande Boucle          | X    | X    | X    | X    | X    | X    | X    | X    |
| Mundial em Estrada     | -    | -    | -    | -    | -    | 30.ª | -    | -    |
| Mundial Contrarrelógio | -    | -    | 5.ª  | 9.ª  | 8.ª  | 16.ª | 28.ª | -    |

-: não participa

X: edições não celebradas

## Equipas
- Lotto Belisol Ladies (2012-2013)
- Topsport Vlaanderen (2015-2016)
  - Topsport Vlaanderen-Pro-Duo (2015)
  - Topsport Vlaanderen-Etixx (2016)
- Drops (2017)
- Cervélo-Bigla Pro Cycling Team (2018)
- Parkhotel Valkenburg (2019-)